# Rosa 'Dolly'
'Dolly' (el nombre del obtentor registrado de 'POUlvision'® ), es un cultivar de rosa que fue conseguido en Dinamarca en 1973 por el rosalista danés Poulsen.

## Descripción
'Dolly' es una rosa moderna cultivar del grupo Floribunda.
El cultivar procede del cruce de parentales de semillas: 'Nordia' x 'Queen Elizabeth' polen: planta de semillero x 'Mischief'.
Las altas formas arbustivas del cultivar tienen porte trepador y alcanza más de 60 a 80 cm de alto. Las hojas son de color verde oscuro y semibrillante.
Sus delicadas flores de color rosa profundo. Fragancia moderada a rosas silvestres. Rosa de diámetro mediano de 3.5" 15 pétalos. La flor con forma amplia, semidoble de 9 a 16 pétalos. 
Florece en oleadas a lo largo de la temporada. Primavera o verano son las épocas de máxima floración, si se le hacen podas más tarde tiene después floraciones dispersas.

## Origen
El cultivar fue desarrollado en Dinamarca por el prolífico rosalista danés Poulsen, en 1973. 'Dolly' es una rosa híbrida tetraploide con ascendentes parentales semillas: 'Nordia' x 'Queen Elizabeth' polen: planta de semillero x 'Mischief'.
El obtentor fue registrado bajo el nombre cultivar de 'POUlvision'® por Poulsen en 1973 y se le dio el nombre comercial de exhibición 'Dolly'™.
También se le reconoce por los sinónimos de 'POUlvision', 'Pouganda' y 'Springs 75'.
La rosa fue conseguida por hibridación por "Niels Dines Poulsen" en Dinamarca antes de 1973, e introducida en el mercado danés en 1973 por Poulsen Roser A/S como 'Dolly'.

## Premios y galardones
- Baden-Baden Gold Medal 1973.
- •Orléans Rose Trials 1978.
- •ADR Anerkannte Deutsche Rose Trials 1987.

## Cultivo
Aunque las plantas están generalmente libres de enfermedades, es posible que sufran de punto negro en climas más húmedos o en situaciones donde la circulación de aire es limitada.
Las plantas toleran la sombra, a pesar de que se desarrollan mejor a pleno sol. En América del Norte son capaces de ser cultivadas en USDA Hardiness Zones 6b a 9b. La resistencia y la popularidad de la variedad han visto generalizado su uso en cultivos en todo el mundo.
Puede ser utilizado para las flores cortadas, o trepador columnas. Vigorosa. En la poda de Primavera es conveniente retirar las cañas viejas y madera muerta o enferma y recortar cañas que se cruzan. En climas más cálidos, recortar las cañas que quedan en alrededor de un tercio. En las zonas más frías, probablemente hay que podar un poco más que eso. Requiere protección contra la congelación de las heladas invernales.